# زندگی نظامی سربازها
زندگی نظامی سربازها (انگلیسی: Army Life; or, How Soldiers Are Made: Mounted Infantry) فیلمی در ژانر صامت به کارگردانی رابرت ویلیام پل است که در سال ۱۹۰۰ منتشر شد.